# スパインシャンク
スパインシャンク（Spineshank）は、アメリカ合衆国のヘヴィメタルバンド。54万枚以上のレコードを販売し、現在までに4枚のスタジオ・アルバムをリリースした。

## 来歴
ジョニー・サントス(ヴォーカル)、マイク・サーキシャン(ギター)、トミー・デッカー(ドラムス)の3人はもともと"ベーシックエニグマ(BASIC ENIGMA)"というバンド名で活動を共にしていたが1995年にリリースされたフィア・ファクトリーの2ndアルバム"Demanufacture"に強い衝撃を受け、自分たちの音楽性を見つめ直したいという理由でバンドを解散。再度この3人が集いロバート・ガーシア(ベース)を加えた4人編成で"スパインシャンク"としてスタートした。
1996年2月、結成当初に制作したデモテープが、運良くフィア・ファクトリーのギタリスト"ディーノ・カザレス"の手に渡り、それが気に入られただけでなく、ロサンゼルスのナイトクラブ、"ウィスキー・ア・ゴーゴー"で開催されたコンサートに出演することになる。スパインシャンクはレコード契約もなしに、フィア・ファクトリーやソウルフライ、コール・チェンバー、セパルトゥラ、スノット等のオープニングアクトに抜擢された。スパインシャンクはいくつかのレコード会社から関心を集めロードランナー・レコードと契約。契約後、デビューアルバムの"Strictly Diesel"が1998年9月22日にリリースされた。"Strictly Diesel"はコール・チェンバーを手掛けた"ジェイ・ボムガードナー"と"アミア・デラーク"を迎えて制作された。サンプリングは"ジョシュ・エイブラハム"(オージーのプロデューサー)が担当した。この時点でフィア・ファクトリーの音楽スタイルを継承しつつも個性的なサウンドを完成させている。14曲目のトラック"Stain"にはフィア・ファクトリーのヴォーカリスト"バートン・C・ベル"が参加した。リリース後、スパインシャンクはフィア・ファクトリーやキルゴアとヨーロッパツアーに参加した。
2000年10月10日に2ndアルバム"The Height of Callousness"がリリース。"The Height of Callousness"はインダストリアル・メタルをベースにした作品となった。サンプリングはドラムスのトミー・デッカーが手掛けており、レイジ・アゲインスト・ザ・マシーン等で知られるプロデューサー、"ガース・リチャードソン"が各パートを上手くひとつにまとめ形にした。コ・プロデュースといった形でトミーとギターのマイクが手を貸してはいるがレコーディングの作業に取り掛かる前の3日間は、バンドとして自分たちは本当はどういったことをしたいのかを話し合った。それを"ガース・リチャードソン"が正確に受け入れ、"The Height of Callousness"は完成した。"The Height of Callousness"リリース後、スパインシャンクはオズフェスト2001のセカンド・ステージに出場、そしてアルバムのリリースをサポートするためにディスターブド、オージー、Hed PEとマッドヴェインなどのアーティストとツアーを行う。"The Height of Callousness"に収録されている"Synthetic"と"New Disease"はシングルカットされた。
2003年9月9日に3rdアルバム"Self-Destructive Pattern"がリリース。"Self-Destructive Pattern"のリードシングル"Smothered"はグラミー賞のカテゴリーに含まれるベスト・メタル・パフォーマンスにノミネートされた。"Self-Destructive Pattern"がリリースされた直後に、イル・ニーニョやキマイラとヨーロッパツアーを敢行。オランダでのショーはDVD化される予定だったが発売はされなかった。
2004年1月、ジョニー・サントスが正式にスパインシャンクを脱退したことが発表された。トミー・デッカーは「音楽性の相違が脱退の原因であるが友好的な脱退でもあった」と述べている。その後もトミー・デッカーはバンドを継続する事を誓う。またジョニー・サントスは今まで以上にヘヴィな音楽をやりたかったということもあり、これもジョニー・サントスが脱退した原因であるという。 
2004年1月17日、スパインシャンクは新ヴォーカリストを探し始めた。2005年11月7日に、スパインシャンクはFacebookで新ヴォーカリストの"ブランドン・エスピノーザ"を迎え入れたと発表した。エスピノーザ加入後、5ヶ月間一緒に仕事をし、5曲を生産していた。一方、ジョニー・サントスはメタルコアバンド・サイレント・シビリアンを結成し、2枚のアルバムをリリース。
2008年2月7日、エスピノーザは脱退。同月、エスピノーザを除くメンバーは新しいプロジェクトを発表。エスピノーザ脱退後、スパインシャンクのメンバーはジョニーサントスと再会し、ジョニーはスパインシャンクに再加入した。その年の8月にデモを記録する。ドラムスのトミー・デッカーはジョニー・サントスが再加入することにより、スパインシャンクは新しい要素を取り入れてこれまで以上にヘヴィな音楽性になると発言している。
2011年10月3日にウェブサイトNoisecreepから新曲"Murder Suicide"を配信した。
2012年6月19日にバンドはセンチュリーメディア ・レコードから4thアルバム"Anger Denial Acceptance"をリリース。

## メンバー

### 現メンバー
- ジョニー・サントス(Jonny Santos) – ボーカル, ギター (1996年–2004年, 2008年–現在)
- マイク・サーキシャン(Mike Sarkisyan) – ギター, ピアノ (1996年–現在)
- ロバート・ガーシア(Robert Garcia) – ベース, バッキングボーカル (1997年–現在)
- トミー・デッカー(Tom Decker) – ドラムス, プログラミング, キーボード (1996年–現在)

### 旧メンバー
- ブランドン・エスピノーザ(Brandon Espinoza) - ボーカル (2005年–2007年)

## ディスコグラフィー

### スタジオアルバム
| 年                                         | アルバムデータ                                                                                       | チャート最高位 | チャート最高位 | チャート最高位 |
| 年                                         | アルバムデータ                                                                                       | US             | US Heat.       | UK             |
| ------------------------------------------ | --- | -------------- | -------------- | -------------- |
| 1998                                       | Strictly Diesel - 発売日: 1998年9月22日 - レーベル: Roadrunner - フォーマット: CD, CS, DI            | —              | —              | 129            |
| 2000                                       | The Height of Callousness - 発売日: 2000年10月10日 - レーベル: Roadrunner - フォーマット: CD, CS, DI | 183            | 13             | 104            |
| 2003                                       | Self-Destructive Pattern - 発売日: 2003年9月9日 - レーベル: Roadrunner - フォーマット: CD, DI        | 89             | —              | 83             |
| 2012                                       | Anger Denial Acceptance - 発売日: 2012年6月19日 - レーベル: Century Media - フォーマット: CD, DI     | —              | —              | —              |
| "—" は未発売またはチャート圏外を意味する。 | |                |                |                |

### コンピレーションアルバム
| 年   | アルバムデータ                                                                               |
| ---- | -------------------------------------------------------------------------------------------- |
| 2008 | The Best of Spineshank - 発売日: 2008年1月29日 - レーベル: Roadrunner - フォーマット: CD, DI |

### シングルス
| 年                                         | 曲                    | チャート最高位 | チャート最高位 | アルバム                  |
| 年                                         | 曲                    | US Main.       | UK             | アルバム                  |
| ------------------------------------------ | --------------------- | -------------- | -------------- | ------------------------- |
| 1998                                       | "Shinebox"            | —              | —              | Strictly Diesel           |
| 1998                                       | "Detached"            | —              | —              | Strictly Diesel           |
| 1999                                       | "Stovebolt"           | —              | —              | Strictly Diesel           |
| 2000                                       | "Synthetic"           | —              | —              | The Height of Callousness |
| 2001                                       | "New Disease"         | 33             | 84             | The Height of Callousness |
| 2003                                       | "Smothered"           | —              | —              | Self-Destructive Pattern  |
| 2012                                       | "Nothing Left for Me" | —              | —              | Anger Denial Acceptance   |
| "—" は未発売またはチャート圏外を意味する。 |                       |                |                |                           |